# (37326) 2001 QA79
2001 QA79 (asteroide 37326) é um asteroide da cintura principal. Possui uma excentricidade de 0.14284940 e uma inclinação de 6.22437º.
Este asteroide foi descoberto no dia 16 de agosto de 2001 por LINEAR em Socorro.